# Victor Moldovan
Victor Iuliu Moldovan (10 iulie 1927, Gherla – 3 octombrie 2018) a fost un fotbalist român care a jucat la FC Steaua București (1951–1958) pe postul de atacant. A jucat 80 de meciuri și a înscris 28 de goluri în Divizia A pentru echipa din Ghencea, unde a câștigat patru titluri de campion (1951, 1952, 1953, 1956). 